# Harbutowice (województwo śląskie)

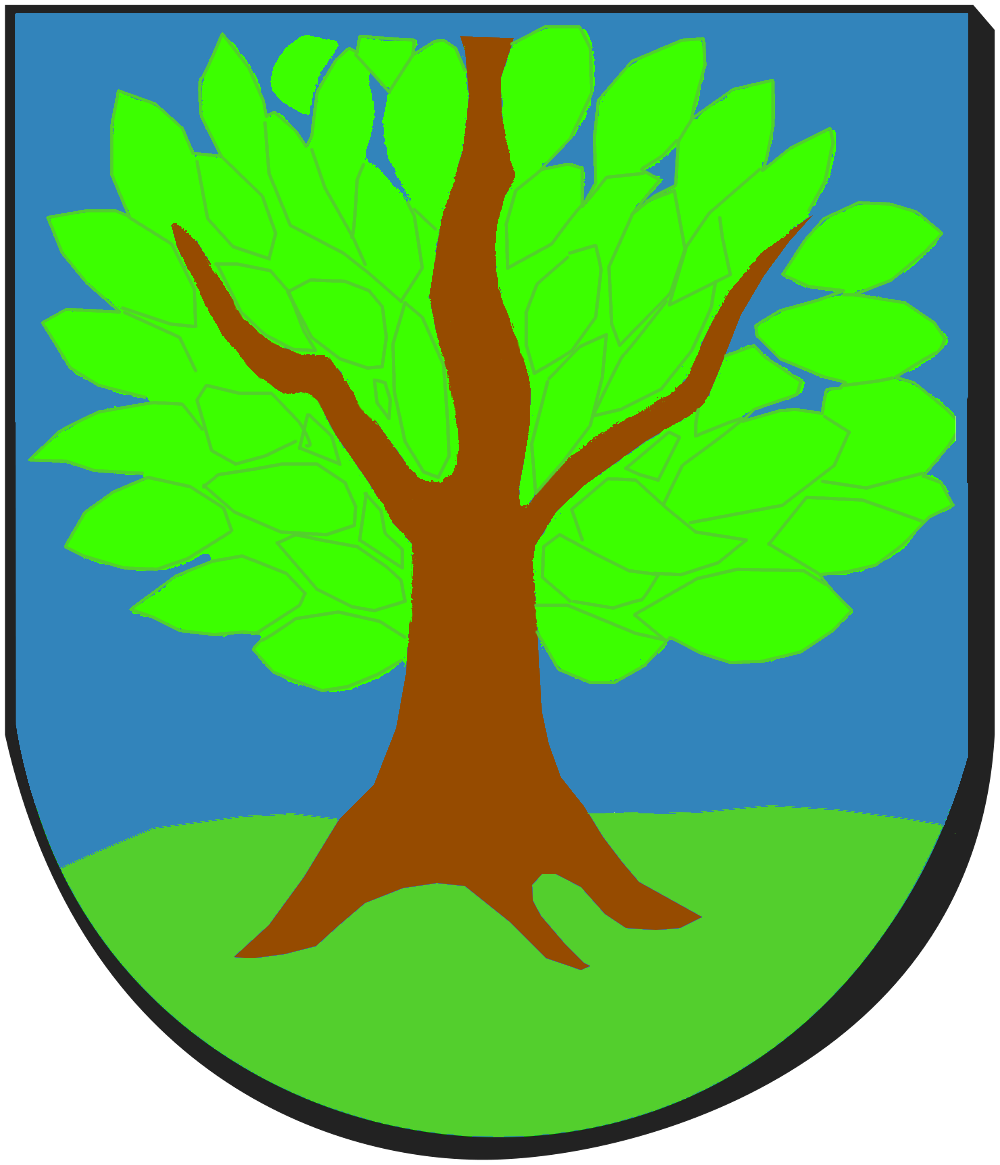
Nieoficjalny herb wsi Harbutowice

Harbutowice (cz. Harbutovice, niem. Harbutowitz) – wieś w Polsce, położona na południe od Skoczowa w województwie śląskim, w powiecie cieszyńskim, w gminie Skoczów. Wieś leży na Pogórzu Śląskim, w granicach historycznego regionu Śląska Cieszyńskiego. Powierzchnia sołectwa wynosi 177 ha, a liczba ludności 883, co daje gęstość zaludnienia równą 498,9 os./km².

## Historia
Wieś została po raz pierwszy pisemnie wzmiankowana w 1521 jako Harburtowice. Nazwa wsi pochodzi od męskiego imienia Harburt (Herburt). Dawna wieś usytuowana była w dolinie Wisły, na wysokości ujścia do niej Brennicy. U schyłku średniowiecza należała do książąt cieszyńskich.
Według austriackiego spisu ludności z 1900 w 43 budynkach w Harbutowicach na obszarze 176 hektarów mieszkało 344 osób, co dawało gęstość zaludnienia równą 195,5 os./km². z tego 163 (47,4%) mieszkańców było katolikami, 169 (49,1%) ewangelikami a 12 (3,5%) wyznawcami judaizmu, 331 (69,2%) było polsko- a 12 (3,5%) niemieckojęzycznymi. Do 1910 roku liczba mieszkańców wzrosła do 369, z czego 188 (50,9%) było katolikami, 170 (46,1%) ewangelikami, 11 (3%) żydami, 353 (97%) polsko- a 11 (3%) niemieckojęzycznymi.
W latach 1975–1998 miejscowość położona była w województwie bielskim.

## Obiekty
- Przedszkole Publiczne[9]
- Sala Królestwa zboru Świadków Jehowy[10]

## Przyroda
Na terenie Harbutowic rośnie sporo pomnikowych drzew, m.in. 500-letnia lipa drobnolistna.

## Turystyka
Przez Harbutowice, brzegiem Wisły, biegną znakowane szlaki turystyczne ze Skoczowa w Beskid Śląski:
- – na Równicę;
- – do siodełka między Łazkiem a Zebrzydką w pasemku Błatniej.

Przez miejscowość przechodzą także następujące trasy rowerowe:
- Międzynarodowy Szlak Rowerowy Greenways Kraków – Morawy – Wiedeń
- Wiślana Trasa Rowerowa
- czerwona trasa rowerowa nr 24 (Pętla rowerowa Euroregionu Śląsk Cieszyński)

## Osoby
- Karol Śliwka – grafik, autor logo PKO BP (urodzony w Harbutowicach w 1932)